# Simone Godano
Simone Godano (Roma, 31 agosto 1977) è un regista e sceneggiatore italiano.

## Biografia
Ha esordito alla regia con il cortometraggio Niente orchidee del 2010 presentato al 67ª edizione del Festival del cinema di Venezia. In seguito ha diretto il lungometraggio Moglie e marito con Pierfrancesco Favino, Kasia Smutniak e Valerio Aprea, che ha ottenuto la candidatura come migliore commedia ai Nastri d'argento 2017.
Nel 2019, ha sceneggiato e diretto Croce e delizia, con Alessandro Gassmann, Jasmine Trinca, Fabrizio Bentivoglio e Filippo Scicchitano, anch'esso candidato come migliore commedia ai Nastri d'argento nel 2019. Jasmine Trinca vince il globo d'oro come miglior attrice per il film nel 2019.
Risale invece al 2021 il suo terzo lungometraggio da regista, Marilyn ha gli occhi neri, commedia interpretata da Stefano Accorsi e Miriam Leone, e incentrata sul tema dei disturbi mentali, vincitore del Globo d'oro 2022 come miglior commedia. La canzone inedita Nei tuoi occhi di Francesca Michielin che accompagna i titoli di coda ha ottenuto una nomination sia ai David di Donatello che ai Nastri d'argento come miglior canzone originale.

## Filmografia

### Regista
- Niente orchidee - cortometraggio (2010)
- Moglie e marito (2017)
- Croce e delizia (2019)
- Marilyn ha gli occhi neri (2021)
- Sei fratelli (2024)